# Campeonas: el regreso a la gloria
Campeonas: el regreso a la gloria es una película documental peruana de 2024 que relata las experiencias de las jugadoras y el cuerpo técnico del Club Alianza Lima en su camino hacia la conquista del campeonato de la Liga Nacional Superior de Vóley 2023-24, tras 31 años de espera.
Se estrenó en cines el 14 de agosto, con una avant premiere exclusiva para jugadoras, cuerpo técnico, directivos y un grupo selecto de fanáticos que lograron asegurar sus entradas.

## Sinopsis
Una visión íntima y profunda de la temporada 2023/24, destacando la actuación de figuras clave del equipo, como Clarivett Yllescas, Maëva Orlé y la capitana Esmeralda Sánchez.